# 上坂嵩
上坂 嵩（うえさか たかし、1989年6月1日 - ）は、名古屋テレビ放送（メ～テレ）のアナウンサーである。神奈川県横須賀市出身。鎌倉学園中学校・高等学校、青山学院大学国際政治経済学部を卒業。

## 来歴
大学時代、東京MXテレビの番組「U・LA・LA@7」の学生アナをしていた。2012年度入社の名古屋テレビ（メ～テレ）アナウンサー。
2020年にSDGsビジネスマスターの資格を取得し、東海地方の学校や企業を訪問してSDGsを紹介する「SDGs出前教室」を行っており、その取り組みが評価されて、2024年に第22回ANNアナウンサー賞の特別賞を受賞、2025年にJCI JAPAN TOYP 2025の環境大臣奨励賞を受賞した。

## 人物
中京テレビアナウンサーの松原朋美と、東海テレビアナウンサーの恒川英里とは同期入社で、学生時代からの友人であり、入社後も食事に行くなど交友関係がある。
星座はふたご座。趣味・特技は、ゴルフ、野球、テニス、美容、健康、ホットヨガ

## 現在の担当番組
- ドデスカ+ フィールドキャスター（2023年10月2日 - ） [注 1]
- スポーツ中継
- メ〜テレNEWS

## 過去の担当番組
- U・LA・LA@7（東京MXテレビ、学生時代に出演） - 金曜日を担当
- ミステリなふたり 第2話（2015年4月21日、名古屋テレビ） - アナウンサー 役
- まかない荘2 第2話（2017年10月26日、名古屋テレビ）
- ドクターX〜外科医・大門未知子 4〜 第7話（2016年11月24日、テレビ朝日）
- ドクターX〜外科医・大門未知子 5〜 第8話（2017年11月30日、テレビ朝日）
- BG〜身辺警護人〜 第7話（2018年3月1日、テレビ朝日） - リポーター 役
- 1個だけイエロー（ナレーター）
- ドデスカ!（芸能担当、 - 2020年3月27日）
- BOMBER-E - アシスタント、2020年7月15日-2023年3月）
- アップ! - サブキャスター（2020年3月30日 - 4月10日 月・火曜、2020年4月11日 - 7月31日 月〜金、8月3日- 10月2日 月・火曜、10月5日 - 2021年3月26日 月〜水、2021年3月29日 - 2022年3月25日 月〜金、2022年3月28日 - 2023年3月31日）フィールドキャスター（2023年3月28日 - 9月29日 月〜木）

## 映画
- クレヨンしんちゃん 襲来!!宇宙人シリリ - 宇宙人 役（声の出演）[6]